# Teatro Claro Mais SP
Teatro Claro Mais SP é um teatro localizado na Vila Olímpia, cidade de São Paulo.

## Crítica
Em 28 de setembro de 2014, foi publicado na Folha de S.Paulo o resultado da avaliação feita pela equipe do jornal ao visitar os sessenta maiores teatros da cidade de São Paulo. O local foi premiado com três estrelas, uma nota "regular", com o consenso: "É um dos novos teatros de São Paulo. Fica no shopping Vila Olímpia e é aconchegante, com luz baixa no hall. Lá, dá pra entrar comendo pipoca. No mezanino, a visão é ruim de alguns lugares, e na última fileira o espaço entre as poltronas fica menor. No dia da visita, não havia sinalização nas escadas da sala. A assessoria diz que os sinalizadores dos degraus já foram instalados."